# Charafat Afilal
Charafat Afilal, née le 20 juin 1972 à Tétouan est une femme politique marocaine et ancienne ministre marocaine. Elle est ministre déléguée auprès du ministre de l’énergie, des mines, de l'eau et de l'environnement, chargée de l'eau dans le gouvernement Benkiran II, puis secrétaire d'État chargée du même portefeuille dans le gouvernement El Othmani.

## Biographie
Elle étudie à l'École Mohammadia d'ingénieurs.
Elle est nommée par Mohammed VI le 10 octobre 2013. Elle a auparavant travaillé au Centre national des sciences et techniques nucléaires (CNESTEN).
Lors de son passage dans l'émission « L'Invité de la Première Chaîne marocaine » (Dayf Al oula) le mardi 15 décembre 2015, elle suscite la polémique quant à ses déclarations concernant les indemnités des ministres et des députés,.
Le 5 avril 2017, elle est nommée secrétaire d'État auprès du ministre de l'Équipement, du Transport, de la Logistique et de l'Eau, chargée de l'Eau dans le gouvernement El Othmani.